# Rotschnabeltaube
Die Rotschnabeltaube (Patagioenas flavirostris, Syn.: Columba flavirostris) ist eine Art innerhalb der Gattung der Amerikanischen Feldtauben. Es ist eine große, dunkle Taube mit grauem und kastanienbraunem Gefieder, die im südlichen Nordamerika und Zentralamerika vorkommt.
Es werden vier Unterarten beschrieben, die sich nur leicht durch ihre Größe und den Weißanteil ihrer großen Flügeldecken unterscheiden.
Die Bestandssituation der Rotschnabeltaube wurde 2016 in der Roten Liste gefährdeter Arten der IUCN als „Least Concern (LC)“ = „nicht gefährdet“ eingestuft.

## Merkmale
Rotschnabeltauben erreichen eine Körperlänge zwischen 30 und 37 Zentimeter und sind damit etwas kleiner als eine Stadttaube. Der Geschlechtsdimorphismus ist nicht sehr ausgeprägt. Weibchen sind ähnlich gefärbt wie die Männchen, jedoch insgesamt etwas matter. Jungvögel gleichen den Weibchen, die bei den adulten kastanienbraunen Gefiederpartien sind bei ihnen jedoch rötlicher. Adulte Rotschnabeltauben wiegen zwischen 268 und 424 Gramm.
Kopf, Hals und die Körperunterseite bis zum Bauch sind dunkel kastanienbraun. Die Flanken, der Bauch und die Unterschwanzdecken sind dunkel blaugrau. Der Schwanz ist dunkel schiefergrau und geht an der Schwanzbasis in ein Schwarz über. Der Mantel und die Flügel sind olivbraun, die inneren Flügeldecken sind dunkel kastanienbraun und gehen in ein Blaugrau auf den äußeren Flügeldecken über.
Die Iris ist orange bis rotorange. Der Orbitalring ist dunkelrot, der Schnabel ist an der Basis rotviolett und hellt zur Spitze zu einem Hornton auf. Die Füße sind dunkelrot.
Die Rufe der Rotschnabeltaube sind ein lautes und kräftig cugg cu-cu wooooo, das mehrfach wiederholt wird.

## Verwechselungsmöglichkeiten
Verwechselungsmöglichkeiten bestehen mit der Kurzschnabel-, Schuppenbauch- und der Rotrückentaube, die alle zur gleichen Gattung gehören.
Die Rotrückentaube hat einen helleren Schwanz als die Rotschnabeltaube, weißliche Unterschwanzdecken und einen hell gefärbten Bauch. Ihre Flügeldecken weisen kein Blaugrau auf. Der Schnabel ist schwarz. Die Kurzschnabeltaube, die in Zentralamerika verbreitet ist, ist kleiner als die Rotschnabeltaube und auf der Körperoberseite bräunlich. Auch ihre fehlen die blaugrauen Flügeldecken. Die Schuppenbauchtaube ist gleichfalls kleiner als die Rotschnabeltaube und hat einen helleren Bürzel. Das Gefieder ist anders als bei der Rotschnabeltaube auffällig geschuppt.

## Verbreitungsgebiet und Lebensraum

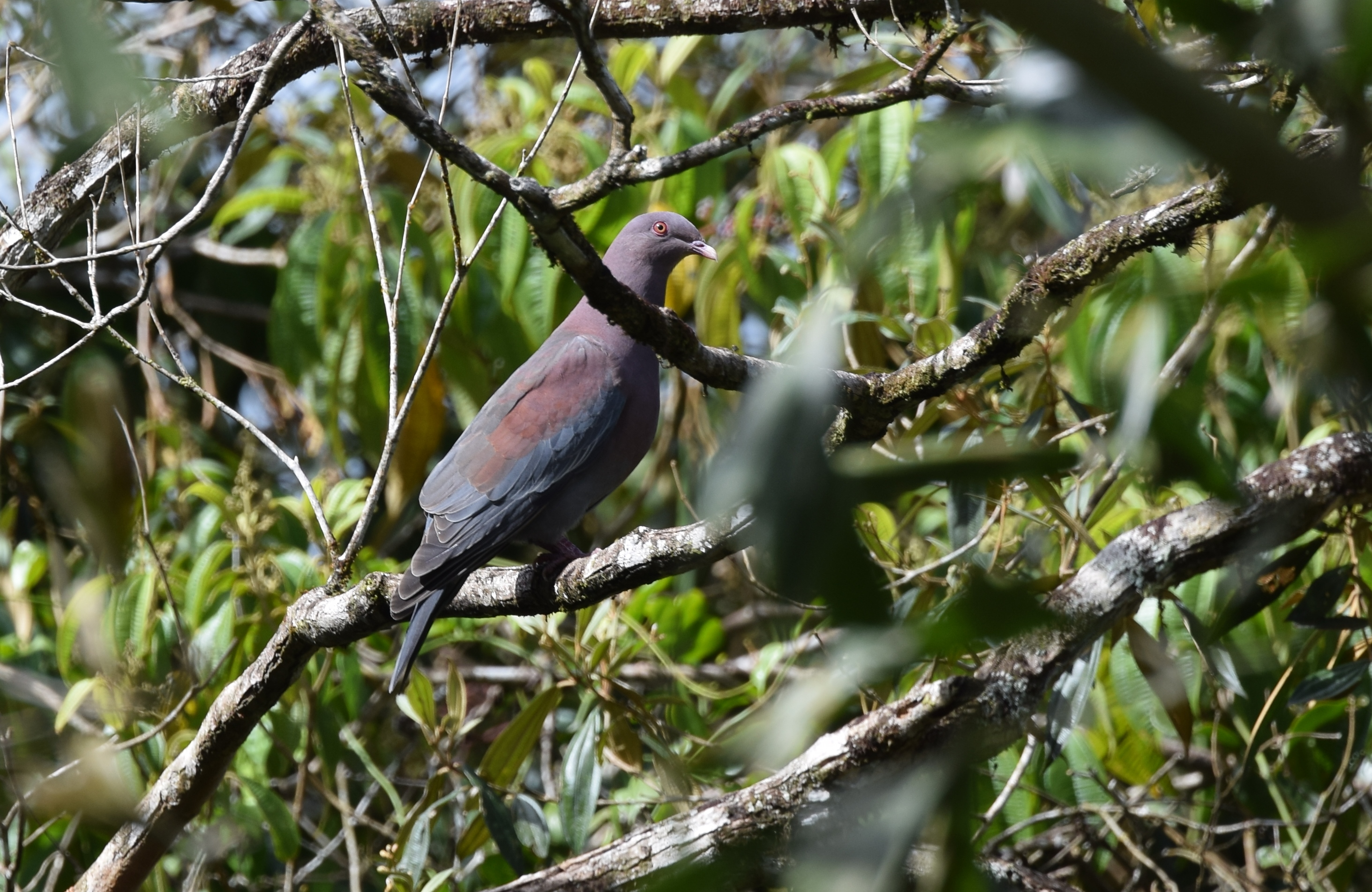
Rotschnabeltaube, Costa Rica

Das Verbreitungsgebiet der Rotschnabeltaube reicht vom Süden Nordamerikas bis nach Costa Rica.
Im äußersten Südwesten Texas ist die Rotschnabeltaube ein seltener Vogel. Sie kommt außerdem sowohl als der Pazifik- als auch an der karibischen Küste Mexikos vor und erreicht dort eine Höhenverbreitung bis 1800 Meter. Auf der mexikanischen Halbinsel Yucatán ist sie vergleichsweise häufig. Die südliche Grenze des Verbreitungsgebietes ist Costa Rica, wo die Höhenverbreitung bis 2100 Meter reicht. Sie ist im trockenen Nordwesten von Guanacaste, der nordwestlichen Provinz von Costa Rica, ein häufiger Vogel. In feuchtheißen Küstenregionen ist sie dagegen selten.
Rotschnabeltauben sind grundsätzlich eine sehr anpassungsfähige Art, die in einer Reihe von Wald- und Offenlandschafthabitaten vorkommt. Grundsätzlich präferiert sie trockenere Wälder und Waldränder. In regenreichen Waldgebieten ist sie vergleichsweise selten und kommt dort primär auch nur in der Übergangszone zwischen Wald und Offenlandschaft vor.

## Lebensweise
Rotschnabeltauben kommen in kleinen Trupps vor. Zu größeren Ansammlungen dieser Art kommt es gelegentlich, wenn es ein überreichliches Nahrungsangebot gibt. Sie fressen überwiegend Früchte und Beeren und haben eine besondere Vorliebe für die Beeren von Misteln sowie Eicheln. Sie kommen zum Fressen auch auf den Boden und fressen beispielsweise auch aufkeimendes Getreide und Hirse. Aus diesem Grund werden sie in einigen Regionen als landwirtschaftliche Schädlinge eingestuft.
Rotschnabeltauben nisten in Bäumen. Das Nest ist eine lockere Plattform aus Zweiten, das zwischen 4,5 und 25 Meter über dem Erdboden errichtet wird. Das Gelege besteht aus nur einem einzigen Ei.

## Einzelbelege
1. 1 2 3   Gibbs, Barnes und Cox: Pigeons and Doves, S. 227
2. ↑   Rösler: Die Wildtauben der Erde – Freileben, Haltung und Zucht. S. 105
3. ↑  
Patagioenas flavirostris in der Roten Liste gefährdeter Arten der IUCN 2016. Eingestellt von: BirdLife International, 2016. Abgerufen am 3. Oktober 2017.
4. 1 2 3 4   Gibbs, Barnes und Cox: Pigeons and Doves, S. 226
5. ↑   Stimme der Rotschnabeltaube auf Xeno Canto, aufgerufen am 24. September 2016